# Birendranath Sircar
Birendranath Sircar, in alcuni casi scritto anche Sarkar (Bhagalpur, 5 luglio 1901 – Calcutta, 28 novembre 1980), è stato un produttore cinematografico indiano.
È stato il fondatore dello studio cinematografico New Theatres Calcutta. Ha prodotto film in lingua bengalese, i quali hanno presentato diversi registi all'inizio della loro carriera e che in seguito sono diventati famosi.
Nel 1970 ha ricevuto il Dadasaheb Phalke Award e nel 1972 il Padma Bhushan Award, il terzo più alto riconoscimento civile indiano.

## Filmografia

### Come produttore
- Dena Paona (1931) – Regia di Premankur Atarthi
- Natir Puja (1932)
- Punarjanma (1932) – Regia di Premankur Atarthi
- Mohabbat Ke Ansu (in urdu), (1932) – Regia di Premankur Atarthi
- Zinda Lash  (in urdu), (1932) – Regia di Premankur Atarthi
- Chirakumar Sabha (1932) – Regia di Premankur Atarthi
- Pallisamaj (1932) – Regia di Sisir Bhaduri
- Chandidas (1932) – Regia di Debaki Bose
- Kapalkundala (1933) – Regia di Premankur Atarthi
- Mastuto Bhai (cortometraggio) (1933) – Regia di Dhirendranath Gangopadhyay
- Sita (1933) – Regia di Sisir Bhaduri
- Mirabai (1933) – Regia di Debaki Bose
- Excuse Me Sir (cortometraggio) (1934) – Regia di Dhirendranath Gangopadhyay
- Ruplekha (1934) – Regia di P.C. Barua
- P.Brothers (Caricatura) (1934) – Regia di Raichand Boral
- Mahua (1934) – Regia di Hiren Bose
- Devdas (1935) – Regia di Nitin Bose
- Abaseshe (cortometraggio) (1935) – Regia di Dineshranjan Das
- Bhagyachakra (1935) – Regia di Nitin Bose
- Grihadaha (1936) – Regia di P.C. Barua
- Mando Ki (cortometraggio) (1936) – Regia di Tulsi Lahiri
- Maya (1936) – Regia di P.C. Barua
- Didi (1937) – Regia di Nitin Bose
- Mukti (1937) – Regia di P.C. Barua
- Arghya (cortometraggio) (1937)
- Bidyapati (1938) – Regia di Debaki Bose
- Abhignan (1938) – Regia di Prafulla Ray
- Desher mati (1938) – Regia di Nitin Bose
- Achinpriya (1938) – Regia di Dhirendranath Gangopadhyay
- Sathi (1938) – Regia di Phani Majumdar
- Adhikar (1939) – Regia di P.C. Barua
- Baradidi (1939) – Regia di Amar Mullik
- Sapure (1939) – Regia di Debaki Bose
- Rajat Jayanti (1939) – Regia di P.C. Barua
- Jiban Maran (1939) – Regia di Nitin Bose
- Parajoy (1940) – Regia di Hemchandra Chandra
- Daktar (1940) – Regia di Phani Majumdar
- Abhinetri (1940) – Regia di Amar Mullik
- Nartaki (1941) – Regia di Debaki Bose
- Parichoy (1941) – Regia di Nitin Bose
- Pratishruti (1941) – Regia di Hemchandra Chandra
- Shodhbodh (1942) – Regia di Soumen Mukhopadhyay
- Minakshi (1942) – Regia di Madhu Bose
- Priyo Bandhabi (1943) – Regia di Soumen Mukhopadhyay
- Kashinath (1943) – Regia di Nitin Bose
- Dikshul (1943) – Regia di Premankur Atarthi
- Udayer Pathey (1944) – Regia di Bimal Roy
- Dui Purush (1945) – Regia di Subodh Mitra
- Biraj Bou (1946) – Regia di Amar Mullik
- Nurse Sisi (1947) – Regia di Subodh Mitra
- Ramer Sumati (1947) – Regia di Kartik Chattopadhyay
- Pratibad (1948) – Regia di Hemchandra Chandra
- Anjangarh (1948) – Regia di Bimal Roy
- Mantramugdha (1949) – Regia di Bimal Roy
- Bishnupriya (1949) – Regia di Hemchandra Chandra
- Rupkatha (1950) – Regia di Soren Sen